# Enriquebeltrania crenatifolia
Enriquebeltrania crenatifolia är en törelväxtart som först beskrevs av Faustino Miranda, och fick sitt nu gällande namn av Jerzy Rzedowski. Enriquebeltrania crenatifolia ingår i släktet Enriquebeltrania och familjen törelväxter. Inga underarter finns listade i Catalogue of Life.